# École polytechnique universitaire de Grenoble-Alpes
Die École polytechnique universitaire de Grenoble-Alpes (Polytech Grenoble) ist eine französische Ingenieurhochschule, die 2002 gegründet wurde.
Die Schule bildet Ingenieure in sieben Fachrichtungen aus:
- Informatik und Elektronik der eingebetteten Systeme
- Industrieelektronik und -informatik, Lehrlingsausbildung
- Geotechnik und Bauingenieurwesen
- Werkstoffe
- Risikoprävention
- Informatik
- Informationstechnologien für das Gesundheitswesen[3]

Das in Grenoble gelegene Polytech Grenoble ist eine öffentliche Hochschuleinrichtung. Die Schule ist Mitglied des Grenoble INP.